# Деда эна
«Деда эна» (груз. დედა ენა — «Родная речь») — начальная книга для чтения на грузинском языке для детей, написанная и изданная Яковом Гогебашвили в 1865 году. Книга использовалась для обучения грузинскому алфавиту и чтению в школе в течение более ста пятидесяти лет. В 2013 году «Деда эна» была включена в Перечень нематериального культурного наследия Грузии.

## История создания
Первоначально книга была названа «Алфавит грузинского языка и первый учебник чтения для учеников» и впервые была издана Яковом Гогебашвили в 1865 году. Через десять лет, в 1876 году, Гогебашвили назвал очередное издание учебника «Деда эна» (დედა ენა, «родная речь», буквально «материнский язык»), и под этим названием книга вошла в грузинскую культуру. При жизни Гогебашвили учебник переиздавался более тридцати раз.
Сохранившиеся документы и рукописи Якова Гогебашвили свидетельствовали о кропотливой работе над книгой, выверке им каждого слова. Сам Гогебашвили считал замечательной находкой первую страницу, на которой ребёнок знакомится с грузинскими буквами «и» и «а» и сразу может составить из них осмысленное предложение «вот фиалка» (აი ია). Книга быстро получила широкое признание среди видных деятелей культуры Грузии того времени, в частности, Илья Чавчавадзе считал, что она необходима для выявления умственного потенциала младших школьников.
В 1916 году в «Деда эна» было опубликовано стихотворение юного Иосифа Джугашвили (Сталина) «Утро».

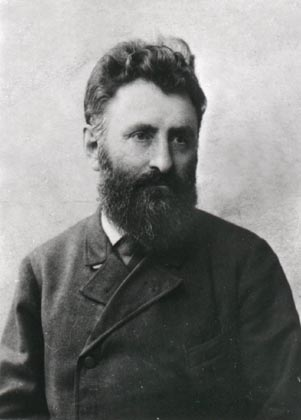
Яков Гогебашвили, автор «Деда эна»
Фотопортрет работы А. С. Роинова

## Современное использование и значение
В современной образовательной системе Грузии «Деда эна» по-прежнему служит основой начального учебника алфавита и чтения, по которому учатся читать по-грузински дети в первом классе школы.
14 апреля 1978 года, в ходе выступлений против отмены государственного статуса грузинского языка в ГССР, учебник стал символом, вокруг которого сплотился протест, завершившийся победой и возвращением языку официального статуса. В память о тех событиях в современной Грузии 14 апреля стало ежегодным праздником как книги «Деда эна», так и грузинского языка вообще.

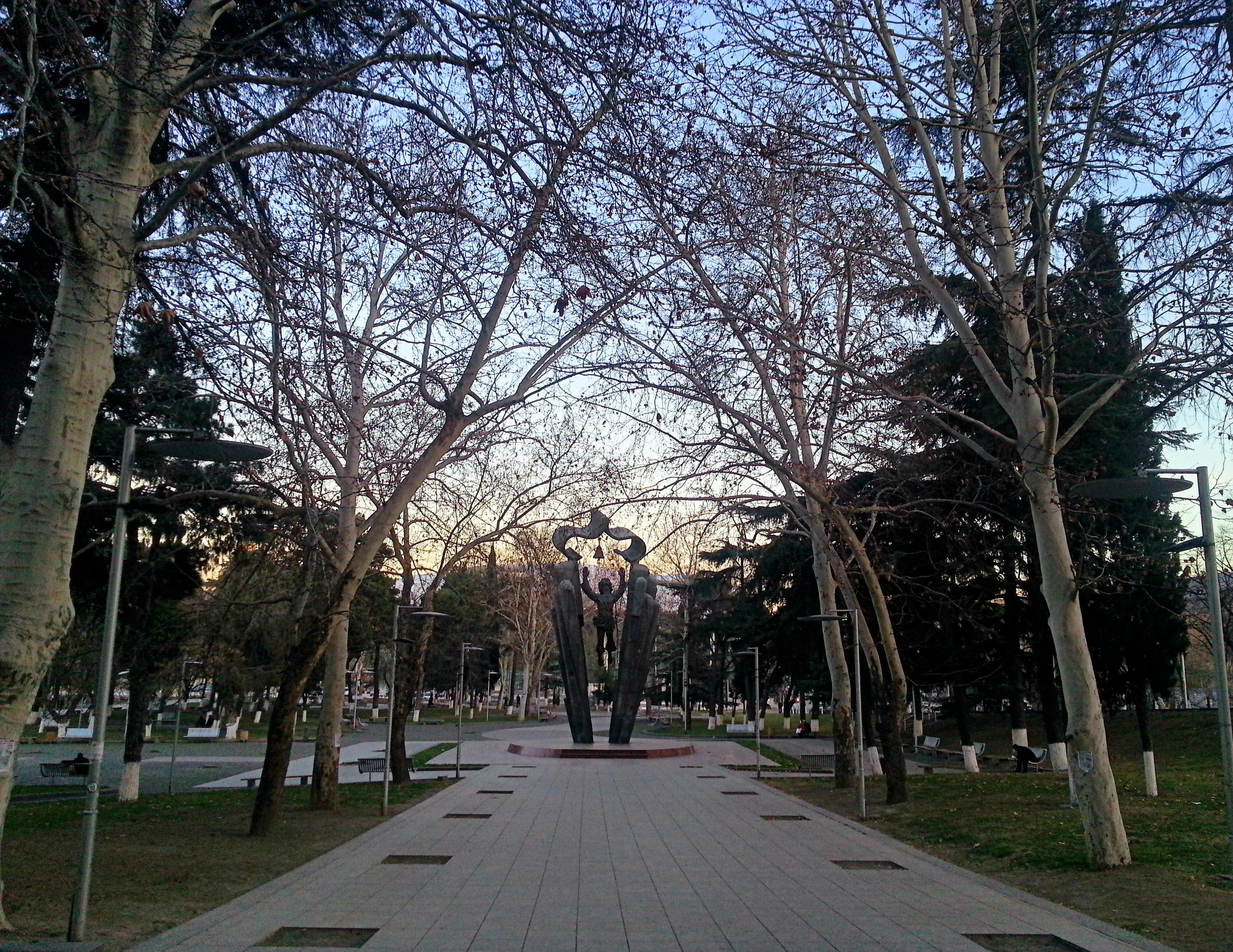
Памятник книге в парке «Деда эна» в Тбилиси

## Признание
По распространённому мнению, с момента написания книга стала важной частью грузинской культуры. В 2013 году по инициативе Общества Якова Гогебашвили «Деда эна» была включена в Перечень нематериального культурного наследия Грузии, ведущийся Государственным агентством по охране культурного наследия Грузии.
В центре Тбилиси, на правом берегу Мтквари возле Сухого моста создан парк «Деда эна», в котором находится памятник книге и крупномасштабные бетонные скульптуры букв современного грузинского алфавита. 14 апреля каждого года в парке празднуется День грузинского языка и литературы.